# Кунцевская улица
Ку́нцевская у́лица (название утверждено 17 февраля 1962 года) — улица в Москве, на территории района Кунцево Западного административного округа.

## Описание
Проходит между улицами Полоцкая и Партизанская.
В середине улицы с юга примыкает улица Леси Украинки
Нумерация домов начинается от Полоцкой улицы.
Улица состоит из двух проезжих частей, разделённых полосой зелёных насаждений и пешеходной зоной шириной приблизительно 25 метров (фактически представляя собой бульвар). Бульвар прерывается проезжей частью в трёх местах:
- с обеих сторон от дома № 6.
- между домами №№ 1/5 и 7 к. 1.

## Происхождение названия
Улица была застроена во второй половине 1940-х годов в составе Кунцевского (Рабочего) посёлка к западу от города Кунцево (в который затем вошла) и тогда называлась улица Сталина.
После включения города Кунцево в состав Москвы в 1960 году название было заменено в связи с одноимённостью. 17 февраля 1962 года улица получила своё новое название по историческому району города — Кунцевскому посёлку, в котором ранее находилась.

## Здания и сооружения
- По нечётной стороне:
  - дом 1/5 - жилой дом (панельный семнадцатиэтажный Г-образный). Расположен на углу с Полоцкой ул.
  - дом 5 - одноэтажное строение (фактически - во дворе дома 1/5)
  - дома 7 к. 1, 7 к. 2, 9 к. 1, 9 к. 2 - жилые дома (четырёхэтажные Г-образные)
  - дом 7 к. 3 - жилой дом (двухэтажный)
  - дом 9 - жилой дом (четырёхэтажный)
  - дом 11 - жилой дом (четырёхэтажный). С западной стороны к нему примыкает дом 12 по ул. Леси Украинки
  - дом 13 - жилой дом (трёхэтажный). Фактически расположен на углу с ул. Леси Украинки
  - дом 15 - жилой дом (пятиэтажный)
  - дом 15 к. 2 - детский сад № 41 (неофициальное название «Ромашка» по расположенным на воротах и калитке изображениям ромашки)
  - дом 17 - жилой дом («башня»)
  - дом 13/6 - жилой дом (панельный шестнадцатиэтажный П-образный). Расположен на углу с Партизанской ул.
  - дом 19 к. 3 - жилой дом (панельный 12-этажный). Фактически расположен на Партизанской ул.

Такая немного странная нумерация домов (после дома № 17 идёт дом № 13/6, при том что также существует и дом № 13, расположенный в другой стороне улицы), возможно, обусловлена тем, что дома 5 - 15 в ходе массовой застройки улицы в 80-е гг планировались к сносу.
- По чётной стороне:
  - дом 2/7 - жилой дом (панельный шестнадцатиэтажный Г-образный). Расположен на углу с Полоцкой ул.
  - дом 4 к. 1 - жилой дом (панельный семнадцатиэтажный Л-образный).
  - дом 4 к. 2 - жилой дом (панельный двенадцатиэтажный)
  - дом 4 к. 3 - управление соц. защиты
  - дом 6 - жилой дом. Ранее по этому адресу располагался дом пионеров (в 90-е годы — дом творчества детей и молодёжи), где был снят ряд фильмов.

Напротив этого дома между проезжими частями разных направлений располагаласьавтостоянка, на которой периодически проходили ярмарки выходного дня.
- дом 8 к. 1 - жилой дом (панельный семнадцатиэтажный П-образный).
- дом 8 к. 2 - жилой дом (панельный двенадцатиэтажный)
- дом 10/8 - жилой дом (панельный семнадцатиэтажный Г-образный). Расположен на углу с Партизанской ул.

## Транспорт

### Ближайшая станция метро
- Молодёжная

### Железнодорожный транспорт
- Платформа «Рабочий Посёлок» Смоленского направления Московской железной дороги

### Наземный транспорт
по улице проходят маршруты автобуса:
- № 73 (Метро «Молодёжная» — Метро «Филёвский парк»)
- № 757 (Метро «Молодёжная» — Платформа Рабочий Посёлок)